# Бисаг
Бисаг (хорв. Bisag) — населений пункт у Хорватії, у Вараждинській жупанії у складі громади Брезниця.

## Населення
Населення за даними перепису 2011 року становило 154 осіб.
Динаміка чисельності населення поселення:

## Клімат
Середня річна температура становить 10,33 °C, середня максимальна – 24,44 °C, а середня мінімальна – -6,02 °C. Середня річна кількість опадів – 857 мм.
| Клімат поселення                              | Клімат поселення | Клімат поселення | Клімат поселення | Клімат поселення | Клімат поселення | Клімат поселення | Клімат поселення | Клімат поселення | Клімат поселення | Клімат поселення | Клімат поселення | Клімат поселення | Клімат поселення |
| Показник                                      | Січ.             | Лют.             | Бер.             | Квіт.            | Трав.            | Черв.            | Лип.             | Серп.            | Вер.             | Жовт.            | Лист.            | Груд.            |                  |
| Середній максимум, °C                         | 5,82             | 7,80             | 12,22            | 16,36            | 21,27            | 24,44            | 23,91            | 23,34            | 19,40            | 14,30            | 8,68             | 4,84             |                  |
| Середня температура, °C                       | −0,09            | 1,89             | 6,30             | 10,46            | 15,36            | 18,53            | 20,08            | 19,51            | 15,58            | 10,47            | 4,83             | 1,01             |                  |
| Середній мінімум, °C                          | −6,02            | −4,01            | 0,38             | 4,54             | 9,45             | 12,61            | 16,24            | 15,68            | 11,75            | 6,63             | 1,00             | −2,82            |                  |
| Норма опадів, мм                              | 45               | 45               | 56               | 66               | 76               | 97               | 81               | 85               | 80               | 82               | 82               | 62               |                  |
| Середньомісячна швидкість вітру, м/с          | 1.97             | 2.18             | 2.57             | 2.48             | 2.30             | 2.08             | 2.00             | 1.80             | 1.85             | 1.90             | 2.00             | 2.00             |                  |
| Середньомісячна сонячна радіація, кДж/м²·день | 4109             | 6847             | 10521            | 14916            | 19028            | 20966            | 21738            | 18954            | 14084            | 8704             | 4559             | 3281             |                  |
| --------------------------------------------- | ---------------- | ---------------- | ---------------- | ---------------- | ---------------- | ---------------- | ---------------- | ---------------- | ---------------- | ---------------- | ---------------- | ---------------- | ---------------- |
| Джерело:                                      |                  |                  |                  |                  |                  |                  |                  |                  |                  |                  |                  |                  |                  |